# When the Eagle Flies
When the Eagle Flies è il nono album, pubblicato nel 1974, del gruppo rock inglese dei Traffic.

## Il Disco
Rappresenta l'ultimo album della band fino alla sua riformazione nel 1994 con Far from Home. Sono presenti Jim Capaldi alla batteria, tastiera, sintetizzatore e voce; Rosko Gee al basso; Steve Winwood alla chitarra, tastiere e voce; Chris Wood al flauto e sassofono. (Il percussionista Rebop Kwaku Baah è "scaricato" prima del completamento dell'album, ma i suoi contributi permangono in due dei suoi brani). Viene utilizzata un'estesa varietà di tastiere più che nei precedenti album dei Traffic, alle quali si aggiungono Moog e Mellotron.
Quarto album consecutivo realizzato in studio, When the Eagle Flies perviene alla Top Ten nelle classifiche americane e ottiene il gold album. Nel Regno Unito, invece, con molto meno successo, nelle classifiche arriva soltanto alla 31ª posizione, per poi scendere ancora durante la settimana successiva. Onde sopperire alla scarsa affermazione ricevuta nella madrepatria, i Traffic fanno esibizioni dal vivo per propagandare l'album, ma alla fine si scioglieranno nel bel mezzo della tournée, nel 1974.
La composizione di Chris Wood, Moonchild Vulcan, viene registrata per essere inserita nell'album, ma alla fine cede il posto a Memories of a Rock N' Rolla. Una registrazione dal vivo della canzone, suonata durante il tour a sostegno dell'album, verrà pubblicata in Vulcan, l'album solista di Wood, uscito postumo nel 2008.

## Accoglienza
| Recensione | Giudizio |
| ---------- | -------- |
| AllMusic   | [ 4 ]    |

Rolling Stone definisce l'album discontinuo e con un tono lugubre che si attaglia in modo superbo in Graveyard People e Walking in the Wind, ma altrove spesso "diventa anemico come risultato di un arrangiamento poveramente concepito o una produzione inadeguata". Tuttavia, viene elogiato l'uso di brani più condensati e concisi che promettono un mutamento in una certa direzione del gruppo, segnalando l'album per un rinnovato vigore del lavoro svolto da Winwood e Capaldi, come coautori di testi, e di quello di Winwood alle tastiere. La recensione retrospettiva di AllMusic afferma il contrario e cioè: che l'album si abbandona nei meandri di lunghe parte strumentali più che in qualsiasi altro lavoro dei Traffic, con le parti vocali che non fanno altro che "improvvisare le melodie oltre il dovuto, prestando poca attenzione al significato delle parole".

## Tracce
Tutte le canzoni sono state scritte da Steve Winwood e Jim Capaldi salvo laddove altrimenti specificato fra parentesi.
1. Something New – 3:15
2. Dream Gerrard (Steve Winwood, Vivian Stanshall) – 11:03
3. Graveyard People – 6:05
4. Walking in the Wind – 6:48
5. Memories of a Rock N' Rolla – 4:50
6. Love – 3:20
7. When the Eagle Flies – 4:24

## Formazione
- Steve Winwood – voce, chitarra, tastiere
- Chris Wood – flauto, sassofono
- Jim Capaldi – batteria, percussioni, voce in Memories of a Rock N' Rolla, tastiere
- Rosko Gee – basso
- Rebop Kwaku Baah – percussioni su 3 & 7 (non si stima con certezza)

## Produzione
- Chris Blackwell – produttore
- Nobby Clark – ingegnere del suono
- Brian Humphries – ingegnere del suono
- Jeff Willens – masterizzazione
- Bill DeYoung – note di copertina
- Martin Hughes – design di copertina
- Bill Levenson – supervisore per la riedizione
- Monique McGuffin – coordinatore alla produzione per la riedizione
- Vartan – direttore artistico per la riedizione

## Classifiche
| Classifica (1974)        | Posizione massima |
| ------------------------ | ----------------- |
| Regno Unito              | 31                |
| Stati Uniti (pop albums) | 9                 |